# 多美好的世界啊!
〈多美好的世界啊!〉是由Bob Thiele（也称“George Douglas”） 和George David Weiss所作的一首歌。它最初是由Louis Armstrong 在1967年作为单曲录制并发行，随即迅速登顶英国排行榜。 而Thiele 和Weiss两人在音乐界也都相当杰出（Thiele是制作人，Weiss是一位作曲者兼演唱者） 1999年，Armstrong版本的录音被收入进格莱美名人堂。目前这首歌曲的发行权由Memory Lane Music Group、Carlin Music Corp和BMG Rights Management这三家公司掌握。

## 历史
作为当时美国社会不断攀升的种族主义政治气候一剂解药，这首歌还显示了对于未来，对于新生的婴孩，以及对于所有可期待的一切，所表现出了一种充满希望和乐观主义的态度。 The 一开始，这首歌是打算让 Tony Bennett来演唱的，但是他拒绝了。 于是就给了Louis Armstrong。George Weiss在Graham Nash的《Off the Record: Songwriters on Songwriting》一书中回忆说，他就是特别Louis Armstrong而写的这首歌。Weiss当时受到Armstrong那种能把不同种族的人带到一起的神奇能力的启发。但这首歌并未在美国形成冲击，它只卖出了不到1000份，原因是ABC Records的主管Larry Newton并不喜欢这首歌而没有去推广它。 但这首歌却在英国取得了巨大的成果，在英国单曲排行榜上一跃成为冠军单曲。 在美国，此曲在Bubbling Under Hot 100 Singles排行榜上居116位。 它也成为1968年英国最热卖单曲，并在它成为专享古典音乐标签之前成为HMV Records所发行的最流行的单曲之一。 这首歌也让时年66岁的Louis Armstrong成为了英国单曲排行榜最年长的冠军男歌手。 直到2009年，Armstrong的纪录才被喜剧救济的〈Islands in the Stream〉给打破，之中的Tom Jones跃居到了榜首。 Tony Bennett之后一直为〈多美好的世界啊〉演唱过好几次，比如在2003年还和K.D. Lang一同演唱，以使对他的好友Armstrong的尊敬。
ABC Records的经销商EMI迫使ABC于1968年发行了专辑《多美好的世界啊》（分类号ABCS-650）。 专辑因为ABC的推广不力，而未能在美国上榜， 但在由Stateside Records负责发行的英国却榜上有名（分类号SSL 10247） 并获了第37位的成绩。